# Vilma Bardauskienė
Vilma Bardauskienė (właściwie Vilhelmina Bardauskienė; ur. 15 czerwca 1953 w Pokrojach) – litewska radziecka lekkoatletka, skoczkini w dal, była rekordzistka świata, mistrzyni Europy.
Bardauskienė była pierwszą kobietą, która pokonała granicę 7 metrów w skoku w dal. 18 sierpnia 1978 na zawodach w Kiszyniowie oddała skok na odległość 7,07 m. Jedenaście dni później podczas eliminacji na mistrzostwach Europy w Pradze uzyskała rekordową odległość 7,09 m. W zawodach finałowych zajęła pierwsze miejsce oddając skok na odległość 6,88 m. Jej rekord utrzymał się cztery lata, kiedy pobiła go rumuńska zawodniczka Anișoara Cușmir.